# Евриге
Евриге (фр. Evriguet) насеље је и општина у северозападној Француској у региону Бретања, у департману Морбијан која припада префектури Ван.
По подацима из 2011. године у општини је живело 178 становника, а густина насељености је износила 35,74 становника/km². Општина се простире на површини од 4,98 km². Налази се на средњој надморској висини од 80 метара (максималној 112 m, а минималној 67 m).

## Демографија
| 1962. | 1968. | 1975. | 1982. | 1990. | 1999. | 2011. |
| ----- | ----- | ----- | ----- | ----- | ----- | ----- |
| 252   | 271   | 219   | 182   | 192   | 187   | 178   |

График промене броја становника у току последњих година